# Уряд Антоніса Самараса
Уряд Антоніса Самараса — грецький уряд прем'єр-міністра Антоніса Самараса, що діяв з 20 червня 2012 року по 26 січня 2015 року.

## Формування
Після перемоги на повторних дострокових парламентських виборах 17 червня 2012 року партії Нова Демократія її лідеру Антонісу Самарасу вдалося сформувати новий коаліційний уряд, об'єднавшись із ПАСОК та Демократичними лівими. Відтак сам Самарас став новим прем'єр-міністром Греції. Новий уряд склав присягу 21 червня 2012 року.
структурні зміни
- до міністерства економіки Греції було приєднано міністерство транспорту Греції;
- міністерство культури Греції приєднано до міністерства освіти і релігії;
- виокремлене самостійне міністерство туризму Греції;
- відновлено міністерство торгового флоту;
- відновлено міністерство Македонії і Фракії.

## Кабінет міністрів
| Міністерство                                                         | Чинний міністр             | Партія                            | Партія                            | Початок повноважень |
| -------------------------------------------------------------------- | -------------------------- | --------------------------------- | --------------------------------- | ------------------- |
| Прем'єр-міністр                                                      | Антоніс Самарас            | Нова Демократія                   | Нова Демократія                   | 20 червня 2012      |
| Міністр адміністративної реформи та електронного управління          | Антоніс Манітакіс          | безпартійний, за проп-цією DIMAR  | безпартійний, за проп-цією DIMAR  | 21 червня 2012      |
| Міністр внутрішніх справ, децентралізації та електронного управління | Евріпідіс Стиліанідіс      | Нова Демократія                   | Нова Демократія                   | 21 червня 2012      |
| Міністр фінансів                                                     | Янніс Стурнарас            | безпартійний                      | безпартійний                      | 26 червня 2012      |
| Міністр закордонних справ                                            | Дімітріс Аврамопулос       | Нова Демократія                   | Нова Демократія                   | 21 червня 2012      |
| Міністр національної оборони                                         | Панос Панайотопулос        | безпартійний                      | безпартійний                      | 21 червня 2012      |
| Міністр розвитку, конкурентоспроможності, транспорту і мереж         | Костіс Хадзідакіс          | Нова Демократія                   | Нова Демократія                   | 21 червня 2012      |
| Міністр охорони навколишнього середовища, енергетики та змін клімату | Евангелос Лівіератос       | безпартійний, за проп-цією ПАСОК  | безпартійний, за проп-цією ПАСОК  | 17 травня 2012      |
| Міністр освіти, релігії, культури і спорту                           | Константінос Арванітопулос | Нова Демократія                   | Нова Демократія                   | 21 червня 2012      |
| Міністр праці і соціального захисту                                  | Янніс Вруціс               | Нова Демократія                   | Нова Демократія                   | 21 червня 2012      |
| Міністр охорони здоров'я та соціальної солідарності                  | Андреас Лікурендзос        | Нова Демократія                   | Нова Демократія                   | 21 червня 2012      |
| Міністр з розвитку сільських районів і продовольства                 | Атанасіос Цафтаріс         | ббезпартійний, за проп-цією ПАСОК | ббезпартійний, за проп-цією ПАСОК | 17 травня 2012      |
| Міністр юстиції, прозорості і прав людини                            | Антоніс Рупакіотіс         | безпартійний, за проп-цією DIMAR  | безпартійний, за проп-цією DIMAR  | 21 червня 2012      |
| Міністр туризму                                                      | Ольга Кефалоянні           | Нова Демократія                   | Нова Демократія                   | 21 червня 2012      |
| Міністр торгового флоту                                              | Костас Мусуруліс           | Нова Демократія                   | Нова Демократія                   | 21 червня 2012      |
| Міністр із захисту громадян                                          | Нікос Дендіас              | Нова Демократія                   | Нова Демократія                   | 21 червня 2012      |
| Міністр Македонії і Фракії                                           | Теодорос Караоглу          | Нова Демократія                   | Нова Демократія                   | 21 червня 2012      |
| Державний міністр при прем'єр-міністрі                               | Дімітріс Стаматіс          | Нова Демократія                   | Нова Демократія                   | 21 червня 2012      |
| Речник уряду                                                         | Сімос Кедікоглу            | Нова Демократія                   | Нова Демократія                   | 21 червня 2012      |